# Cyanea tritomantha
Cyanea tritomantha är en klockväxtart som beskrevs av Asa Gray. Cyanea tritomantha ingår i släktet Cyanea, och familjen klockväxter. Inga underarter finns listade i Catalogue of Life.

## Bildgalleri

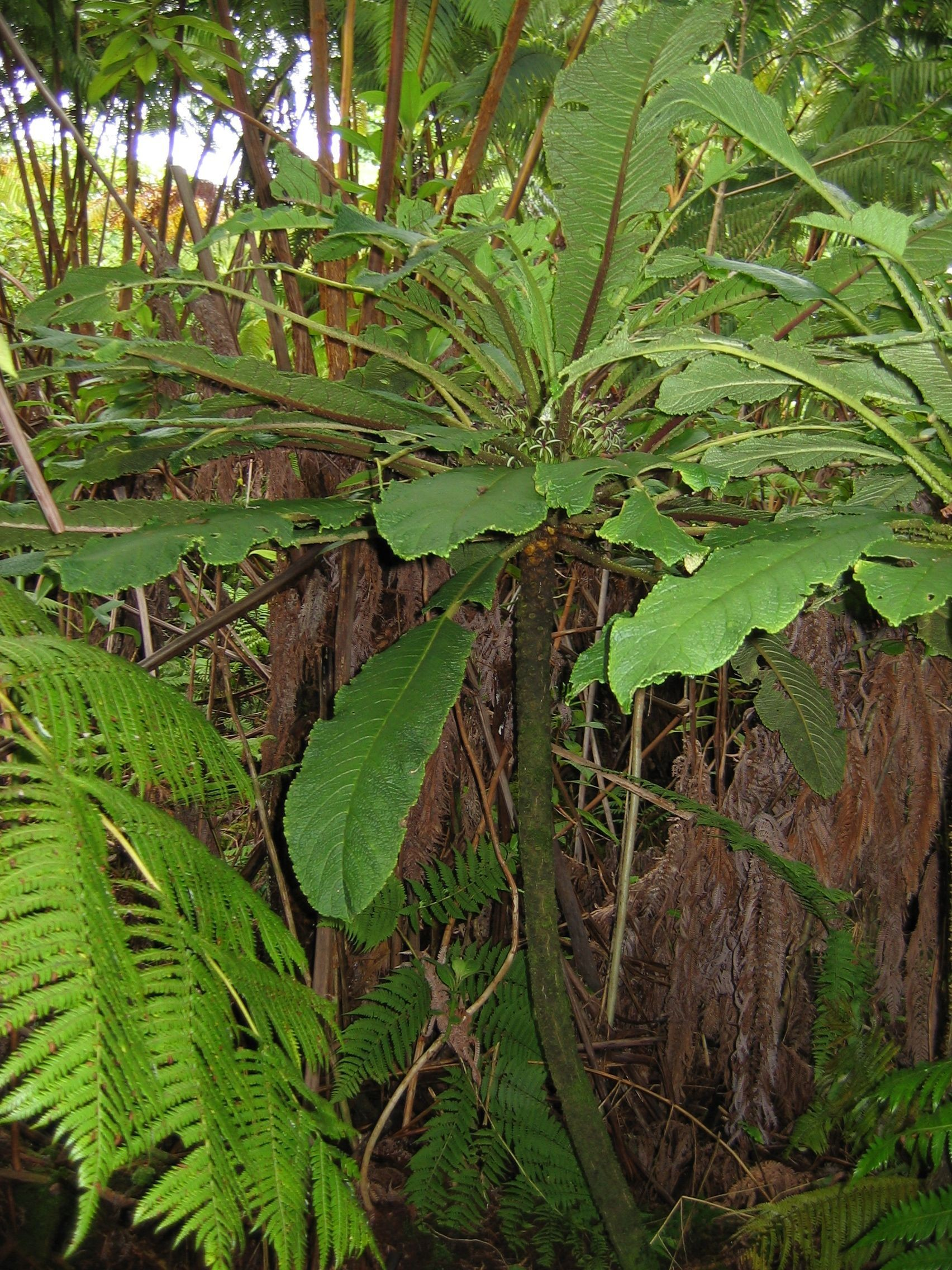